# Edin Džeko
Edin Džeko   (Sarajevo, 17 de març de 1986) és un futbolista professional bosnià que juga com a davanter. Actualment milita a les files de l'ACF Fiorentina. També és integrant de la selecció bosniana.

## Carrera futbolística

### Inicis
A diferència de molts altres jugadors els primers passos del jugador bosnià no van ser molt esplèndids, a l'equip de la seua ciutat natal, el FK Željezničar només aconseguí cinc gols en quaranta partits. S'ha de dir que en aquest equip jugà com a centrecampista. Amb aquestes pobres estadístiques Džeko fitxà per l'FK Teplice, equip que el va cedir a l'Ustí nad Labem de la Segona Divisió Txeca i on hi jugà quinze partits aconseguint sis gols.

### FK Teplice
El bosnià va retornar a l'FK Teplice de la Primera Divisió Txeca. Fou allà on començà a jugar com a davanter centre i fer-se un lloc dintre del panorama europeu. Les dues bones campanyes amb l'equip txec fixaren les mirades de Felix Magath que l'acabà incorporant al VfL Wolfsburg durant l'estiu del 2007 per una xifra pròxima als quatre milions d'euros.

### VfL Wolfsburg
Amb l'equip alemany Džeko començà a mostrar el seu impressionant olfacte golejador. En la seua primera temporada marcà 8 gols en 28 partits, en 11 dels quals començà el partit a la banqueta.
En la seua segona temporada els seus números van ser espectaculars, 26 gols en 32 partits a la Bundesliga. Juntament amb el seu company d'equip i alhora màxim golejador de la Bundesliga 2008-09, Grafite, van marcar la impressionant xifra de 54 gols en 34 partits. Això portà al VfL Wolfsburg a alçar-se amb el seu primer títol de campió de la Bundesliga.
Durant l'estiu del 2009 s'especulà amb el fitxatge de Džeko per l'AC Milà, però finalment el jugador s'acabà quedant al VfL Wolfsburg.

### Manchester City
Després de moltes especulacions, finalment, durant el mercat d'hivern de la temporada 2010/11, Edin Džeko fitxà pel club multimilionari del Manchester City, s'especula que el fitxatge es tancà amb un acord al voltant del 35 milions de €. El jugador signà per a quatre temporades i mitja.
El 15 de gener de 2011 debutà a la Premier League contra el Wolverhampton, un partit que acabà 4-3 a favor dels de Manchester. Džeko va jugar el partit complet. El seu primer gol oficial al futbol anglès va ser el 30 de gener contra el Notts County a l'FA Cup. A la Premier League la seua estrena com a golejador va ser el 25 d'abril del 2011 contra el Blackburn Rovers FC, marcant l'únic gol del partit a Ewood Park.
El 28 d'agost de 2011, anotà un poker de gols contra el Tottenham en un partit que acabà 1-5, l'altre gol el marcà el Kun Agüero. Amb aquesta xifra el bosnià es convertí en el primer jugador citizen a marcar quatre gols en un mateix partit de la Premier League.
El 13 de maig de 2012 un gol seu i un altre del Kun Agüero van capgirar un marcador advers contra el Queen Park Rangers al temps de descompte. Aquests dos gols van donar el títol de lliga als citizens, títol que no guanyaven des de l'any 1968.

### AS Roma
Veien l'enorme competència en la seua demarcació en l'equip citizen, el jugador bosnià va decidir canviar d'aires, així l'estiu del 2015 es feia oficial la seua cessió a l'AS Roma, amb opció de compra obligada al final de temporada per 15 milions d'euros. Džeko va debutar en la primera jornada de la Serie A contra l'Hellas Verona. En la segona jornada va marcar el seu primer gol en la Serie A en la victòria 2–1 contra el vigent campió, la Juventus
.

### Selecció
L'any 2003 debutà amb la selecció de Bosnia i Hercegovina sub-19, jugant contra el Kazakhstan i Itàlia. També participà amb la selecció de Bosnia i Hercegovina al Campionat d'Europa de Futbol sub-21 de la UEFA 2007.

El seu debut amb la selecció absoluta va ser contra Turquia el 2 de juny del 2008. Des de llavors ha esdevingut un fix en la seua selecció, va jugador tots els partits de la fase de classificació per al Mundial 2010 de Sud-àfrica, on finalment la selecció de Bosnia i Hercegovina fou eliminada per la selecció de Portugal. El 2014 va disputar el Mundial 2014 de Brasil amb la seua selecció, era la primera vegada que la selecció bosniana jugava un Mundial. Džeko va marcar un gol.

## Palmarès

### Equip
- Campió de la Bundesliga amb el Wolfsburg la temporada 2008/09.
- Campió de l'FA Cup amb el Manchester City FC la temporada 2010/11.
- Campió de la Premier League amb el Manchester City FC la temporada 2011/12.

### Individual
- Màxim golejador de la Bundesliga 2009/10 amb 22 gols.
- Tretzè classificat a la Pilota d'Or 2009 amb 13 punts.
- Jugador de l'any de la Bundesliga 2008/09.[15]